# Старият мост
„Старият мост“ е частен регионален вестник със седалище в Свиленград. Издател е ЕТ „Никол – Николай Колев“.
Първият му брой излиза на 1 януари 1994 г. и оттогава са издадени над 1200 броя. По периодичност е седмичник /излиза всеки четвъртък/, обемът му е 8 страници, от които първа, четвърта, пета и осма – пълноцветни, а форматът – А3 /таблоиден/. Тиражът на вестника е 1000 екземпляра. Разпространява се основно в Свиленградската и Любимецката общини. Вестникът се чете и в съседните на Свиленград гръцки и турски общини. По типология в. „Старият мост“ е общополитически, като обхваща всички сфери на обществения живот – икономика, социални дейности, политика, здравеопазване, образование, култура, спорт и др. От самото начало негов издател и гл. редактор е Николай Колев. От 2008 г. вестникът има и електронно издание – www.stmost.info. 
През 2001 г. екип от учени от Института по социология към БАН под ръководството на ст.н. с. I ст. д-р Николай Тилкиджиев проведе проучване на територията на свиленградската община, след което издаде книгата „Периферната община“. Там се дава следната характеристика на в-к „Старият мост“: "От началото на 1994 г. в Свиленград се публикува частният седмичник „Старият мост“, който е вестникът с най-много излезли броеве в историята на частния вестникарски пазар в града. Вестникът е с висок тираж, с голямо информационно покритие, много добре списван, с богата информация от всички сфери на местния живот, поради което е и изключително популярен и е най-четеният на територията на общината. Може да се каже, че той е не само медията, която най-пълно, професионално и цялостно информира за това, което става на територията на общината, но и формира общественото мнение."